# Котушув (Свентокшиське воєводство)
Котушув (пол. Kotuszów) — село в Польщі, у гміні Шидлув Сташовського повіту Свентокшиського воєводства.
Населення — 261 особа (2011).
У 1975-1998 роках село належало до Келецького воєводства.

## Демографія
Демографічна структура на день 31 березня 2011 року:
|          | Загалом | Допрацездатний вік | Працездатний вік | Постпрацездатний вік |
| -------- | ------- | ------------------ | ---------------- | -------------------- |
| Чоловіки | 128     | 24                 | 89               | 15                   |
| Жінки    | 133     | 19                 | 71               | 43                   |
| Разом    | 261     | 43                 | 160              | 58                   |